# Endiandra sankeyana
Endiandra sankeyana är en lagerväxtart som beskrevs av Frederick Manson Bailey. Endiandra sankeyana ingår i släktet Endiandra och familjen lagerväxter. Inga underarter finns listade i Catalogue of Life.